# El Nuevo Siglo Ilustrado
El Nuevo Siglo Ilustrado fue un periódico editado en la ciudad española de Madrid entre 1869 y, al menos, 1870, durante el Sexenio Democrático, continuación de El Siglo Ilustrado.

## Historia
Editado en Madrid fue continuación de El Siglo Ilustrado, fundado en 1867. Esta publicación cambiaría su cabecera por la de El Nuevo Siglo Ilustrado en 1869, el 7 de marzo. Existió por lo menos hasta el 12 de junio de 1870, por entonces un semanario de ocho páginas dirigido por Leopoldo Romeo. Existen números digitalizados del periódico en la Hemeroteca Digital de la Biblioteca Nacional de España comprendidos entre el 7 de marzo y el 31 de octubre de 1869.